# Haplochromis mentatus
Haplochromis mentatus är en fiskart som beskrevs av Regan 1925. Haplochromis mentatus ingår i släktet Haplochromis och familjen Cichlidae. Inga underarter finns listade i Catalogue of Life.